# Alepocephalus tenebrosus
Alepocephalus tenebrosus es un pez de la familia Alepocephalidae y del género Alepocephalus. Son peces que habitan aguas profundas, entre los 50 y los 5500 metros de profundidad. Su longitud máxima es de 61 cm; se reproducen de forma ovípara.

## Distribución
Habitan el Pacífico Norte, mar de Bering al menos hasta California y el Pacífico sudoriental, Chile.